# Ōtsuki
Ōtsuki (大月市, Ōtsuki-shi?) è una città giapponese della prefettura di Yamanashi.